# 예산 이산해의 묘
예산 이산해의 묘는 대한민국 충청남도 예산군 대술면에 있는 조선시대의 이산해의 무덤이다. 2010년 12월 30일 충청남도의 기념물 제184호로 지정되었다.

## 개요
<예산 이산해의 묘>의 형태는 합장묘이고, 분묘의 수량은 단분이며, 봉분의 외형은 원분, 봉분 둘레 11m, 높이는 1.8m임. 용미와 사성이 있으며 분묘 앞에는 계체석으로 계절과 배계절을 구분하여 계절의 분묘 좌측에 묘표석이 있음. 배계절에는 문인석 1쌍과 망주석 1쌍이 있으며 문인석과 망주석은 묘를 조성할시 세운 것이고, 묘표석은 1856년에 중수한 것으로 알려져 있으며 무덤 저면에 연못과 안산이 펼쳐져 있다.
<예산 이산해의 묘>는 분묘의 조성시기가 분명하고 조선 중기 사대부의 전형적인 무덤양식을 갖추고 있어 역사적 가치가 높아 도지정 기념물로 지정한다.

## 참고 자료
- 예산 이산해의 묘 - 국가유산청 국가유산포털